# Lysyl-ARNt synthétase
La lysyl-ARNt synthétase est une ligase qui catalyse la réaction :
ATP + L-lysine + ARNtLys  {\displaystyle \rightleftharpoons }  AMP + pyrophosphate + L-lysyl-ARNtLys.
Cette enzyme assure la fixation de la lysine, l'un des 22 acides aminés protéinogènes, sur son ARN de transfert, noté ARNtLys, pour former l'aminoacyl-ARNt correspondant, ici le lysyl-ARNtLys.